# Çınarcık-Talsperre
Die Çınarcık-Talsperre (türkisch Çınarcık Barajı) befindet sich am Fluss Orhaneli Çayı in der türkischen Provinz Bursa.
Die Çınarcık-Talsperre wurde in den Jahren 1995–2008 als Erdschüttdamm erbaut.
Sie dient verschiedenen Zwecken: der Energieerzeugung, der Bewässerung, der Abflussregulierung und der Trinkwasserversorgung.
Der Staudamm hat eine Höhe von 123 m (über Talsohle) und besitzt ein Volumen von 5,8 Mio. m³. Der zugehörige Stausee besitzt eine Wasserfläche von 10,14 km² und ein Speichervolumen von 372,94 Mio. m³. 
Die Talsperre dient der Bewässerung einer Fläche von 6111 ha.
Sie liefert außerdem 145 Mio. m³ Trinkwasser im Jahr.
Das Uluabat-Wasserkraftwerk (⊙) wurde in den Jahren 2006–2010 errichtet und befindet sich unweit des Ostufers des Sees Uluabat Gölü. 
Das Wasser wird vom Çınarcık-Stausee über einen 11,4 km langen Tunnel und eine 1182 m lange Druckleitung dem Kraftwerk zugeführt. Unterhalb des Kraftwerks fließt das Wasser weiter über einen 1170 m langen Ableitungskanal zum Uluabat Gölü.
Mit zwei 50 MW-Francis-Turbinen produziert das Wasserkraftwerk etwa 360 GWh im Jahr.